# Powszechna Centrala Liberalnych Związków Zawodowych
Powszechna Centrala Liberalnych Związków Zawodowych (fr. Algemene Centrale der Liberale Vakbonden van België, CGSLB; niderl. Algemene Centrale der Liberale Vakbonden van België, ACLVB) – belgijska centrala związkowa działająca od 1920. Obecnie jest jednym z trzech największych zrzeszeniem związków zawodowych działającym na terenie Belgii, razem z Konfederacją Chrześcijańskich Związków Zawodowych (CSC/ACV) i Powszechną Federacją Pracy Belgii (FGTB/ABVV).

## Charakterystyka
Celem centrali jest liberalny porządek społeczny. Federacja wzywa do międzynarodowej solidarności pracowników, zwłaszcza firm międzynarodowych oraz do demokratyzacji struktur spółek.